# Limnoporus rufoscutellatus
Limnoporus rufoscutellatus är en insektsart som först beskrevs av Pierre André Latreille 1807.  Limnoporus rufoscutellatus ingår i släktet Limnoporus och familjen skräddare. Arten är reproducerande i Sverige. Inga underarter finns listade i Catalogue of Life.

## Bildgalleri

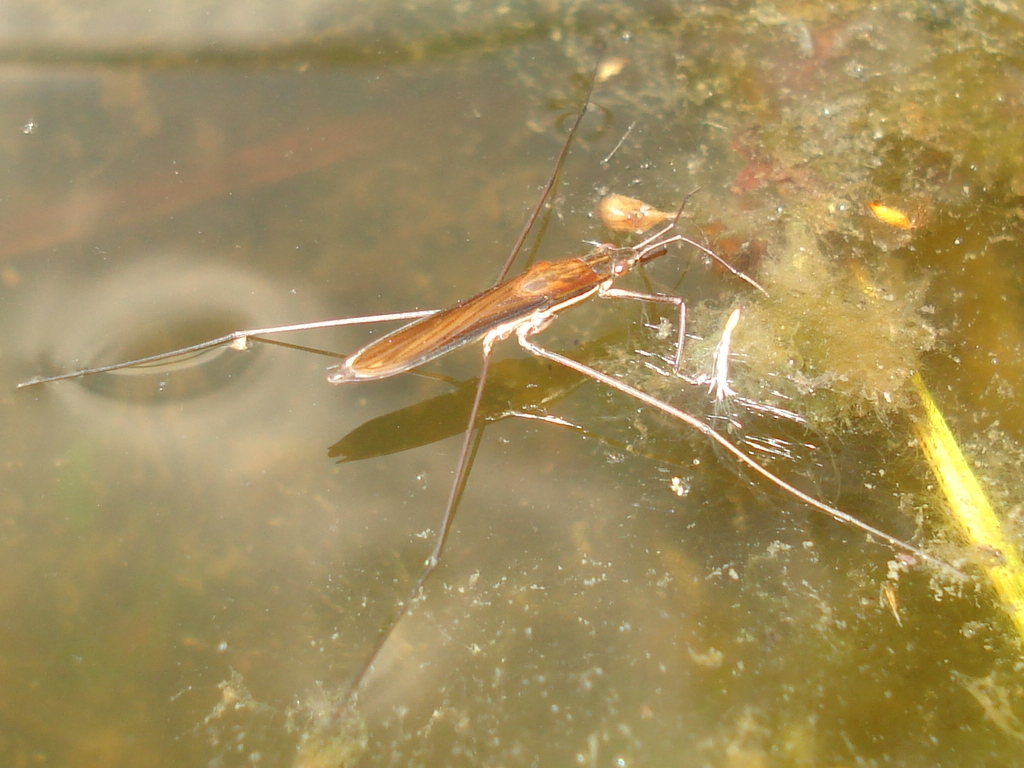